# كيا (جزيرة)
كيا (باليونانية: Κέα)‏ هي جزيرة في اليونان تقع في الأرخبيل الكيكلادي في بحر إيجة حيث جزء من كيا كينثوس، لهذه الجزيرة تاريخ قديم في تاريخ اليونان القديم نسبةً لقربها من أثينا وألتي كانت تبعد ساعة واحدة منها وقربها أيضاً من مدينة لافريو، يبلغ عدد سكانها حالياً 2,455 حسب إحصاء 2011.

## أعلام
- بقليدس
- بروديكوس
- إيراسيستراتوس